# 日置貴之 (演劇研究者)
日置 貴之（ひおき たかゆき、1987年1月1日 - ）は、日本の演劇研究者。明治大学情報コミュニケーション学部准教授。専門は幕末・明治期を中心とした日本演劇。
2020年東京オリンピック開閉会式のエグゼクティブプロデューサーを務めた日置貴之は同姓同名の別人。

## 経歴
東京都生まれ。武蔵高等学校中学校、早稲田大学第一文学部総合人文学科演劇映像専修卒業。2014年、東京大学大学院人文社会系研究科日本文化研究専攻日本語日本文学研究分野博士課程修了、「明治維新期歌舞伎研究 :江戸からの継承と断絶」で博士（文学）の学位を取得。
2013年、第3回日本学術振興会育志賞を受賞。2016年に刊行した『変貌する時代のなかの歌舞伎 - 幕末・明治期歌舞伎史』で、2017年に第49回河竹賞奨励賞（日本演劇学会）、第15回林屋辰三郎藝能史研究奨励賞（藝能史研究会）を受賞。
明治期の戦争劇4作品を翻刻して解説を付した『明治期戦争劇集成』をオンラインで公開している。
ロバート・キャンベル編著『日本古典と感染症』に安政のコレラ流行と歌舞伎についての論考を寄稿している。

## 略歴
- 2014年4月 - 2017年3月 白百合女子大学文学部国語国文学科専任講師
- 2017年4月 - 2020年3月 白百合女子大学文学部国語国文学科准教授
- 2020年4月 - 明治大学情報コミュニケーション学部准教授

## 著作
- 『変貌する時代のなかの歌舞伎 - 幕末・明治期歌舞伎史』（笠間書院） 2016年

### 共編著
- 『真山青果とは何者か?』（星槎グループ監修、飯倉洋一, 真山蘭里共編、文学通信） 2019年